# De Pont
De Pont Museum is een museum voor hedendaagse kunst in de Noord-Brabantse stad Tilburg. Het museum is gevestigd in een oude wolspinnerij, dat door Benthem Crouwel Architekten werd getransformeerd tot een expositieruimte. Het museum opende in 1992 en in 2016 werd het uitgebreid met een nieuwe vleugel voor foto- en videopresentaties. Het museum beschikt over een museumcafé, tuin en een auditorium. 
Stichter en naamgever van het museum is de jurist en ondernemer Jan de Pont (1915-1987). Hij bepaalde kort voor zijn overlijden dat een deel van zijn vermogen moest worden ingezet ter stimulering van de hedendaagse beeldende kunst. Sinds de opening in 1992 is de collectie gegroeid tot meer dan 1000 werken van ongeveer 100 (inter)nationaal gerenommeerde kunstenaars, waaronder Marlene Dumas, Bill Viola en Anish Kapoor.

## Geschiedenis
In 1988 werd voor het beheer van de nalatenschap van Jan de Pont een stichting opgericht die invulling zou geven aan de wens van haar naamgever om de hedendaagse beeldende kunst te stimuleren. Behalve deze brede omschrijving, werd aan het bestuur van de nieuwe stichting overgelaten welke vorm ze eraan wilde geven en op welke locatie dit moest gebeuren. Het zorgde voor de uitzonderlijke situatie van een particulier ‘museum’ (directeur Hendrik Driessen vermeed deze term in de eerste jaren vanuit de overtuiging dat die titel eerst verdiend moet worden) zonder dat er een verzameling door de stichter was nagelaten en zonder dat er beroep werd gedaan op ondersteuning door fondsen of overheden. Die financiële onafhankelijkheid bestaat tot op de dag van vandaag.
Dat het museum zich uiteindelijk in Tilburg vestigde, heeft alles te maken met Jan de Pont. Als oud-inwoner van deze stad bekommerde hij zich om het lot van de verdwijnende textielindustrie in Tilburg en hielp hij in de jaren zestig wolspinnerij Thomas de Beer na een faillissement weer op de been. Twintig jaar later kon het bedrijf niet meer meekomen met de buitenlandse concurrentie en beëindigde het de activiteiten alsnog, juist in de periode dat de stichting op zoek was naar een geschikte locatie. Het vastgoed werd voor een symbolisch bedrag aangekocht en vier van de zes overgebleven medewerkers van de wolspinnerij werden door de stichting in dienst genomen.
De Pont opende zijn deuren op 12 september 1992. Sindsdien is zowel de collectie als het gebouw van De Pont uitgedijd. Videokunst, fotografie en werken op papier worden sinds 2016 tentoongesteld in een nieuwe vleugel die speciaal ontworpen is om dit soort werken optimaal te tonen.
Hendrik Driessen ging in juni 2019 met pensioen en droeg de directeursfunctie over aan Martijn van Nieuwenhuyzen.

## Collectie
Het museum heeft zich tot doel gesteld om in de diepte te verzamelen en niet in de breedte, per jaar vinden er drie grote tentoonstellingen plaats die een sterke relatie hebben met de collectie. Daarnaast worden er kleinere solo-exposities in de podiumzaal georganiseerd die niet direct in verband staan met de collectie.
De collectie werd gestart met een tiental werken van drie kunstenaars, waartoe de kenmerkende stenen cirkel van Richard Long en The First People van Marlene Dumas behoorden. Er wordt naar gestreefd om van elke kunstenaar in de verzameling ten minste één sleutelwerk te verwerven dat de essentie van diens kunstenaarschap kan representeren. Keuzes moesten gemaakt worden en de verzameling is daarom betrekkelijk langzaam gegroeid. Van de huidige achthonderd kunstwerken bestaat meer dan de helft uit fotografie en werk op papier. Belangrijk bij het aankopen van een kunstwerk is voor het museum dat het een wezenlijke aanvulling vormt op en de dialoog aan kan gaan met de al in de collectie aanwezige werken. Een aantal van de kunstenaars werd door De Pont in Nederland geïntroduceerd of had er zijn eerste grote tentoonstellingen, onder wie Berlinde De Bruyckere, Thierry De Cordier, Anton Henning, Roni Horn, Anri Sala, Fiona Tan, Robert Therrien, Rosemarie Trockel, Luc Tuymans, Mark Wallinger, Ai Weiwei  en Anish Kapoor.
Hoogtepunten tentoonstellingen:
- Kara Walker (2022)
- Hans Broek (2021)
- Richard Long (2019)
- Ann Veronica Janssens (2018-2019)

Museumzaal met Planet Circle, een werk van Richard Long uit 1991 in Franse kalksteen.
Foto uit 2017 van Peter Cox

- Anne & Patrick Poirier (2018-2019)
- Rineke Dijkstra (2018 and 2011)
- Callum Innes (2016-2017)
- Dan Graham (2014)
- David Claerbout (2009 and 2016-2017)
- Ai Weiwei (2012)
- Mark Wallinger (2011-2012)
- Giuseppe Penone (1997-1998 and 2010-2011)
- Bill Viola (2004-2005 and 2009-2010)
- René Daniëls (2007 and 2016-2017)
- Keith Tyson (2007)

- Robert Zandvliet (1997-1998 and 2005-2006)
- Michel François (2004)
- Fiona Tan (2003, 2009 and 2017)
- Marlene Dumas (2002)
- Berlinde de Bruyckere (2000-2001, 2005 and 2012)
- Gerhard Richter (2000 and 2008-2009)
- Marc Mulders (1999-2000 and 2008-2009)
- Tacita Dean (1998-1999, 2010-2011 and 2019-2020)
- Christian Boltanski (1996-1997)
- Luc Tuymans (1995-1996 and 2019)
- Anish Kapoor (1995 and 2012-2013)
- Roni Horn (1994, 1998 and 2016)
- Jeff Wall (1994-1995)

## Gebouw

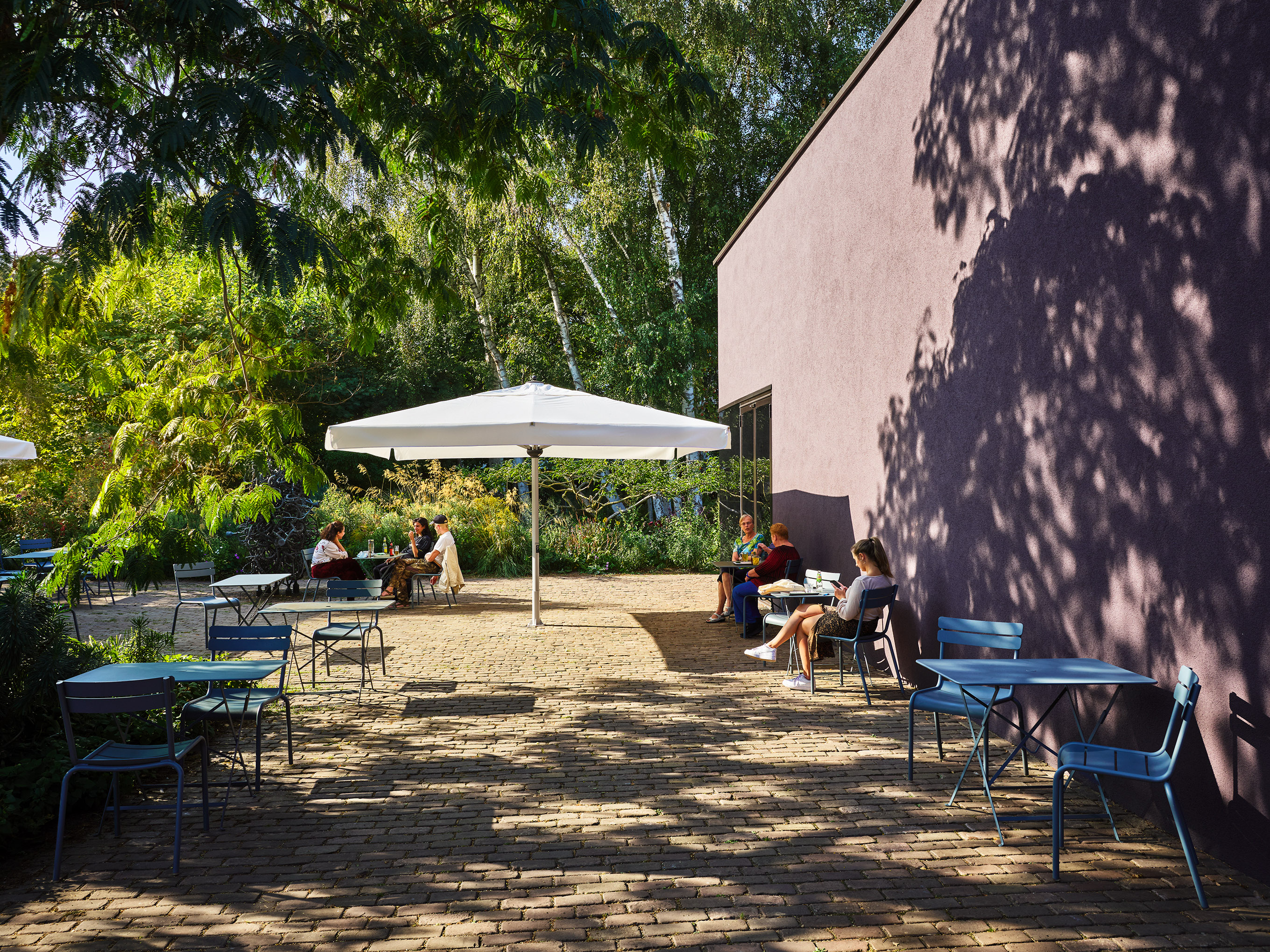
Tuin van De Pont vanuit het café, door Rene van der Hulst

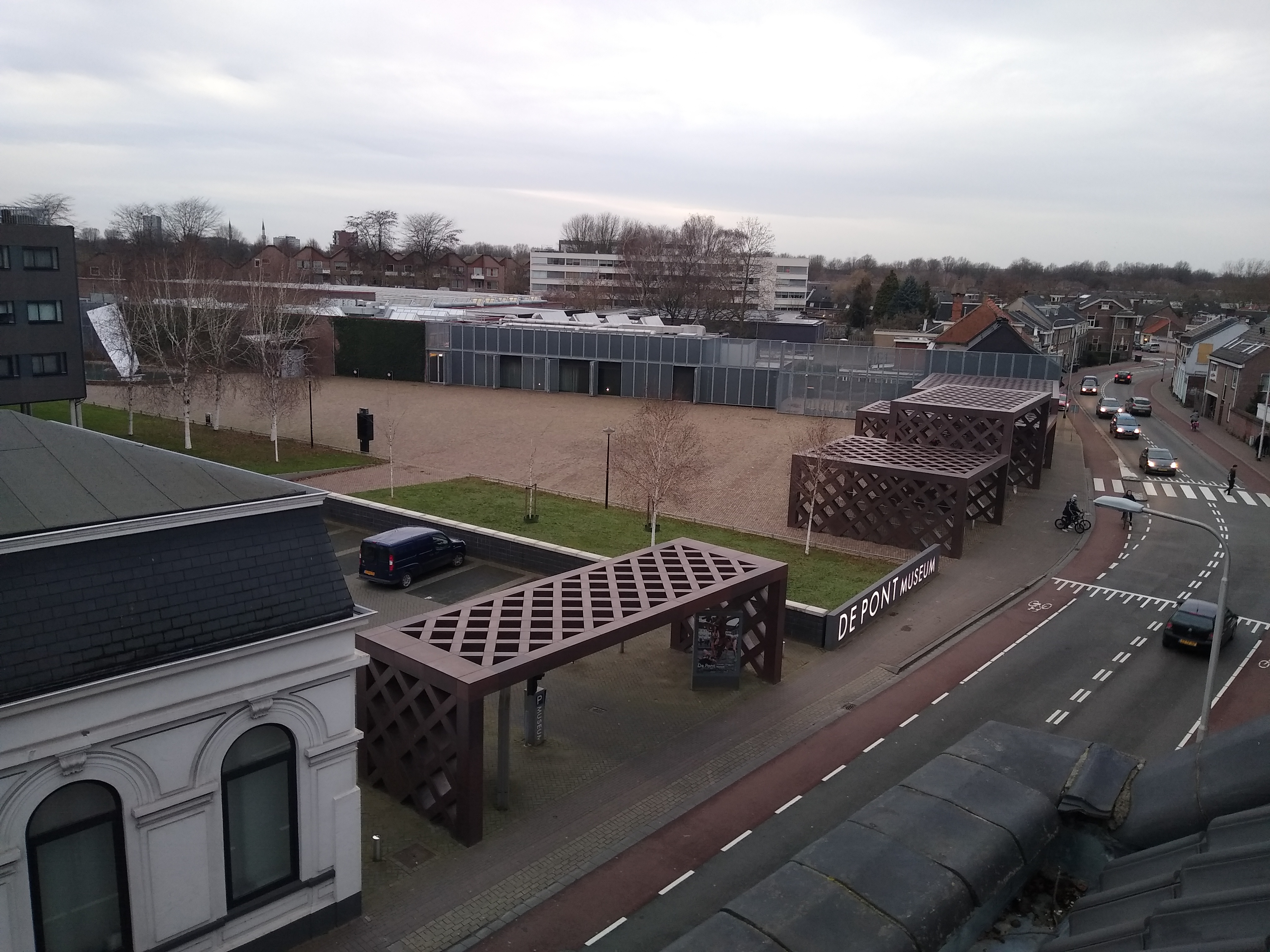
Voorterrein met entreepoort (2020)

Het museum is gevestigd in een voormalige wolspinnerij aan het Wilhelminapark en vormt de westgrens van het Rijksbeschermd gezicht Wilhelminapark/Goirkestraat. In eerste instantie was men begonnen met een voorzichtige opknapbeurt van het gebouw, maar al snel werd gekozen voor een ambitieuzere aanpak en onderging het gebouw een grondige renovatie onder leiding van Benthem Crouwel Architekten uit Amsterdam. Het oorspronkelijke karakter van de fabriek vormde het uitgangspunt. De anderhalf jaar durende verbouwing leidde tot een museaal zeer bruikbaar gebouw dat onder andere als inspiratie diende voor Tate Modern in Londen.
Het 30 bij 30 meter grote tentoonstellingsplein wordt gebruikt voor grote tentoonstellingen en installaties. De naastgelegen reeks kleine wolhokken zijn weer heel geschikt voor het exposeren van kleinere werken. Het museum is sinds de opening meerdere keren uitgebreid: in 2002 met projectruimte WOOL en een auditorium en in 2016 met een 1100 m² grote Nieuwe Vleugel, met daarin een ruimer café en expositieruimte die speciaal bestemd is voor videokunst , fotografie en werk op papier.  Met deze laatste verbouwing kon ook een logische opeenvolging van de publieksfuncties worden gecreëerd: entree, boekwinkel, bibliotheek, restaurant, lounge met terras en museumtuin.
Het voorterrein is naar de stichter van het museum het Meester J.H. de Pontplein genoemd. Aanvankelijk was dit deels aan het zicht onttrokken door een bouwvallige woning, maar sinds 2012 wordt het aan de straatzijde ontsloten met een entreepoort, bestaande uit meerdere geschakelde doorgangen. Het zijn open structuren met ieder een specifieke functie. De poort is onderdeel van het gehele voorterrein en werd door de gemeente Tilburg aangeboden als geschenk bij het 20-jarig bestaan van het museum.
Ter gelegenheid van het 25-jarig bestaan van het museum werd op het voorterrein in 2017 het kunstwerk Sky Mirror (For Hendrik) van Anish Kapoor geplaatst.